# Aboh (Fundong)
Pour les articles homonymes, voir Aboh.
Aboh est un village au centre-ouest de l'arrondissement (commune) de Fundong situé dans le département du Boyo et la Région du Nord-Ouest du Cameroun, un pays d'Afrique centrale.

## Géographie
Aboh est situé à une altitude d'environ 1 700-1 800 m, aux environs du lac Oku.

## Population
Lors du recensement national de 2005, 690 habitants y ont été dénombrés.
Une étude locale de 2012 évalue la population d'Aboh à 1 522 personnes, dont 870 femmes et 652 hommes.

## Éducation
Le village d'Aboh dispose d'une école primaire nommée GS Aboh, mais n'avait pas de collège en 2012.